# Szlovénia gazdasága
A nyersanyagok és más természeti adottságok intenzív hasznosítása révén Szlovénia alapvetően mezőgazdasági országból fejlett ipari országgá vált. Ennek köszönhető, hogy a keleti blokk egykori népei közül a szlovének életszínvonala (egy főre jutó GDP vásárlóerő-értéken, PPS) érte el a legmagasabb szintet.

## Általános adatok
- A GDP (bruttó hazai termék) 54,24 milliárd USD (2018), ebből a szolgáltatás 65,9%, az ipar 32,2%, a mezőgazdaság pedig 1,8%-ot tesz ki.
- Az egy főre jutó GDP Szlovéniában 2017-ben 23 654 EUR volt. (Összehasonlításul az egy főre jutó magyar GDP 2017-ben 8,6%-os rekordnövekedés után 12 600 eurót ért el.[2]) 2018-ban a GDP 36 745 USD/fő (PPP)
- A foglalkoztatottsági ráta 2018-ban 75,4%-os volt és a népesség csupán 4,4%-a munkanélküli. A dolgozók aránya az egyes gazdasági szektorokban: mezőgazdaság 5,5%, ipar 31,2%, szolgáltatások 63,3%.

## Mezőgazdaság
Mezőgazdasága kevésbé jelentős (a nemzeti össztermék 1,8%-át adta 2017-ben), és csak a népesség 6%-a él a mezőgazdaságból. Szlovénia területének 15%-a áll művelés alatt. Ezt a kisparaszti gazdálkodás magas színvonala ellensúlyozza, így az ország élelmiszerigényének 84%-a belföldről elégíthető ki.
Állattenyésztésében a szarvasmarha-tenyésztés dominál.
A szántóföldi növénytermesztésben a búza és kukorica mellett a burgonya és cukorrépa elterjedt. A dombvidékeken szőlő, gyümölcs és komló termesztése jellemző.
Az ország területének nagy részét erdők borítják.

## Bányászat
Szlovénia ásványi kincsekben gazdag, melyek közül a szén, a vasérc, az ólom, a cink, a higany és a bauxit a leggyakoribb. A Zalai-dombság folytatásában némi olajat is találtak. Legnagyobb barnaszénbányái: Trbovlje, Zagorje. Világhírű, Európában legnagyobb higanybányáját Idrijánál már 1490 óta használják. A legszámottevőbb ólomtermelés Mežica bányájában történik.

## Ipar
Legfontosabb iparága a fémfeldolgozás (elektronika, távközlés, műszergyártás, járműipar). A vegyiparból a gyógyszergyártás, a kohászatból az alumíniumkohászat emelhető ki (Kidričevo).

## Külkereskedelem
Szlovénia főként az uniós államokba, Németországba és Olaszországba exportál, főbb exporttermékei személygépkocsik, elektromos berendezések, gyógyszerek, acélipari termékek. A legnagyobb exportőrök: a Renault Revoz nevű leányvállalata, a Gorenje-csoport és a Krka gyógyszergyártó vállalat.
Főbb kereskedelmi partnerek 2018-ban:
- Export:  Németország 20,3%,   Olaszország 12,4%, Horvátország 8,1%, Ausztria 7,6%, Franciaország 5,6%
- Import:  Németország 18,1%,  Olaszország 15%, Ausztria 10,5%, Horvátország 5,5%